# Хутро

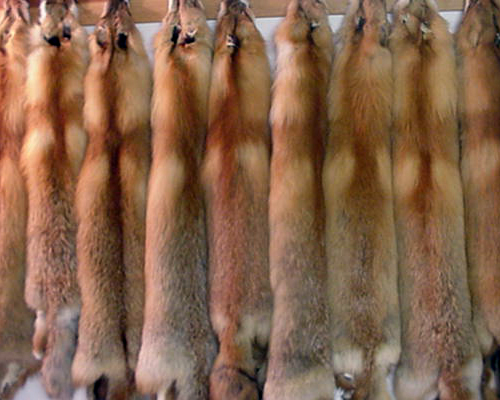
Виченене хутро лисиці

Ху́тро (від нім. Futter, можливо, через пол. futro) — густий дрібний волосяний покрив звірів, а також шкури хутрових звірів, які йдуть на виготовлення одягу, продукт виробництва хутрової промисловості. Терміном «хутро» можуть бути означені вичинені шкурки різних хутрових звірів (лисиць, норки, леопарда, соболя, песця, заєць, лемура та інших), домашніх тварин (овець, кролів, кіз) та морських звірів (котиків, тюленів) зі збереженим на них волосяним покривом. Під поняття хутра не підпадають рідкий та жорсткий волосяний покрив, волосся людини. На теренах нинішньої України, професія заготівлі шкур знана як кушнірство, відтворена в широкому поширенні співзвучних прізвищ. Нарівні з натуральним хутром, використовується штучне хутро, що імітує натуральне хутро тварин.
Густий волосяний покрив деяких ссавців (переважно овець, кіз тощо), що використовується як сировина в текстильній промисловості, зазвичай називають вовною.

## Роль
Головні функції хутра — захист від низьких температур, вологи, надмірного перегрівання а також маскування тварини. У деяких видів існує здатність міняти забарвлення хутра залежно від пори року.